# Official髭男dism Road to 「one - man tour 2021-2022」
『Official髭男dism Road to「one man tour 2021-2022」』（オフィシャルひげだんディズム ロード トゥ ワンマン ツアー ２０２１ ２０２２）は、2021年6月23日から6月24日にかけて行われた、日本のバンド・Official髭男dismの有観客オンラインライブである。

## 概要・背景
2021年4月18日に行われたファンクラブ限定オンラインライブ「Official髭男dism FC Tour Vol.2 - The Blooming Universe ONLINE -」にて、『Cry Baby』のリリース発表と同時に、自身最大公演数となる、バンド初のアリーナツアー「one man tour 2021-2022 -Editorial-」の開催と、その前哨戦として、ぴあアリーナMMでの1年4ヵ月ぶりの有観客ライブが発表された。
本公演は、バンド1年4ヶ月ぶりのライブであり、かつ初のアリーナライブである。2021年6月23日から24日の2日間にわたって3公演が行われた。
セットリストはアルバム『Traveler』に収められた楽曲と、Traveler発売以降に発表された『Cry Baby』までのシングルを中心に構成されている。
6月24日の夜公演にて、メジャー2ndアルバム『Editorial』の発売が発表された。

## 公演詳細
| 日付           | 会場                      |
| -------------- | ------------------------- |
| 6/23(水) 18:00 | ぴあアリーナMM (神奈川県) |
| 6/24(木) 14:00 | ぴあアリーナMM (神奈川県) |
| 6/24(木) 19:00 | ぴあアリーナMM (神奈川県) |

| #   | タイトル         | 作詞 | 作曲・編曲 |
| --- | ---------------- | ---- | ---------- |
| 1.  | 「I LOVE...」    |      |            |
| 2.  | 「HELLO」        |      |            |
| 3.  | 「パラボラ」     |      |            |
| 4.  | 「イエスタデイ」 |      |            |
| 5.  | 「Laughter」     |      |            |
| 6.  | 「Rowan」        |      |            |
| 7.  | 「Pretender」    |      |            |
| 8.  | 「Cry Baby」     |      |            |
| 9.  | 「旅は道連れ」   |      |            |
| 10. | 「夕暮れ沿い」   |      |            |
| 11. | 「ノーダウト」   |      |            |
| 12. | 「FIRE GROUND」  |      |            |
| 13. | 「Stand By You」 |      |            |
| 14. | 「ラストソング」 |      |            |
| 15. | 「宿命」         |      |            |
| 16. | 「Universe」     |      |            |

ライブ中には映像演出が多くあり、「Laughter」ではミュージックビデオのアナザーストーリーが描かれ、「Universe」ではミュージックビデオの世界観をモチーフにした映像が披露された。

## 映像化作品
2022年6月にリリースされた4th EP 「ミックスナッツ EP」のCD＋DVD盤・CD＋Blu-ray盤に、6月23日公演のライブ映像9曲と公演のドキュメント映像が収録されている｡
| #  | タイトル         | 作詞 | 作曲・編曲 |
| -- | ---------------- | ---- | ---------- |
| 1. | 「I LOVE...」    |      |            |
| 2. | 「HELLO」        |      |            |
| 3. | 「Pretender」    |      |            |
| 4. | 「Cry Baby」     |      |            |
| 5. | 「旅は道連れ」   |      |            |
| 6. | 「FIRE GROUND」  |      |            |
| 7. | 「Stand By You」 |      |            |
| 8. | 「宿命」         |      |            |
| 9. | 「Universe」     |      |            |

- 特典映像：Behind The Scene from Official髭男dism Road to 「one - man tour 2021-2022」